# Caulophacus schulzei
Caulophacus schulzei är en svampdjursart som beskrevs av Wilson 1904. Caulophacus schulzei ingår i släktet Caulophacus och familjen Rossellidae. Inga underarter finns listade i Catalogue of Life.